# Cyclotrypema
Cyclotrypema là một chi bọ cánh cứng trong họ Chrysomelidae.
Chi này được Blake miêu tả khoa học năm 1966.

## Các loài
Chi này gồm các loài:
- Cyclotrypema furcata (Olivier, 1808)